# Вілланова-д'Асті
Вілланова-д'Асті (італ. Villanova d'Asti, п'єм. Vilaneuva d'Ast) — муніципалітет в Італії, у регіоні П'ємонт,  провінція Асті.
Вілланова-д'Асті розташована на відстані близько 500 км на північний захід від Рима, 24 км на південний схід від Турина, 22 км на захід від Асті.
Населення — 5774 особи (2014).
Щорічний фестиваль відбувається 4 вересня. Покровитель — Sant'Isidoro.

## Демографія
Населення за роками:

Станом на 1 січня 2023 року в муніципалітеті офіційно проживав 461 іноземець з 34 країн, серед них 180 громадян країн Євросоюзу та 9 громадян України.

## Сусідні муніципалітети
- Буттільєра-д'Асті
- Дузіно-Сан-Мікеле
- Ізолабелла
- Монтафія
- Поїрино
- Рива-прессо-К'єрі
- Сан-Паоло-Сольбрито
- Вальфенера